# Francisco Naranjilla
Francisco Naranjilla, född 5 juni 1932, död maj 2003, var en filippinsk bågskytt. Han deltog vid olympiska sommarspelen 1972.